# Le sette probabilità
Le sette probabilità (Seven Chances) è un film del 1925 diretto da Buster Keaton.

## Trama
James Shannon è il partner di una società finanziaria sull'orlo del fallimento, quando un avvocato gli mostra il testamento del nonno defunto. James erediterà sette milioni di dollari a patto di sposarsi entro le 19:00 del suo ventisettesimo compleanno, ovvero il giorno stesso.
James propone subito a Mary, la donna che ama da oltre un anno ma a cui ancora non è riuscito a dichiarare il suo amore, di sposarlo. Questa accetta lì per lì, ma poi rifiuta credendo di essere solo una scusa per arrivare ai soldi.
Insieme al socio Billy e all'avvocato decidono allora di provare al Country Club. Lì stilano una lista di sette ragazze, sette probabilità per sposarsi. Tutte rifiutano James, il quale comincia a chiedere la mano a chiunque indossi una gonna.
Il suo socio Billy decide di mettere un annuncio sul giornale: la donna che si presenterà alle 17:00 in chiesa avrà in sposo un uomo da sette milioni di dollari. Ma le conseguenze di questo annuncio provocheranno inconvenienti a non finire.